# 1574 en France
Chronologie de la France
- 1570
- 1571
- 1572
- 1573
- 1574
- 1575
- 1576
- 1577
- 1578

## Événements
- 10 janvier : fondation du collège Saint-Yves de Vannes[1].
- 24 janvier : Henri de Valois arrive en Pologne[2].
- 23-24 février : surprise du Mardi-gras. Prise d’arme des protestants en Poitou, en Languedoc et en Dauphiné [3]. Les Protestants rochelais conduit par La Noue s’emparent de plusieurs places du Poitou et de Saintonge (Rochefort, Tonnay-Charente, Talmont, Pons, Royan, Fontenay, Melle, Lusignan)[4].
- 27-28 février : « effroi de Saint-Germain » ; découverte de la conjuration des Malcontents[5].
- 2 mars : surprise de Saint-Lô par le capitaine protestant Colombières[6] qui saccage la ville[7].
- 12 mars : Montgomery débarque en Normandie avec l’appui des Anglais[8] (La Hougue ou Linverville). Rejoint par des hommes de Colombières, il fait le 14 mars le siège de Carentan, qui capitule[9]. Les troupes royales de Matignon le forcent à se réfugier à Saint-Lô.
- 10 avril : La Mole est arrêté[2].
- 17 avril : début du siège de Saint-Lô par les catholiques ; le 23 avril, Montgomery quitte la place et se retranche dans Domfront le 8 mai, que Matignon investit le lendemain[8].
- 30 avril : La Mole et de Coconat sont jugés par le parlement de Paris et exécutés[2].
- 4 mai : Montmorency et Cossé sont arrêtés et embastillés[2].
- 6 mai : le pape autorise la constitution en France de l’ordre des capucins[10].
- 27 mai : Montgomery, assiégé dans Domfront par l’armée royale  capitule sur la promesse de Matignon de lui laisser la vie sauve. Il est envoyé à Paris où il est soumis à la torture et exécuté le 26 juin[8].
- 30 mai : mort de Charles IX, roi de France[2].
- 3 juin : Catherine de Médicis exerce la régence pendant l’absence du nouveau roi Henri III[2].
- 10 juin : le maréchal Matignon enlève Saint-Lô, malgré une résistance énergique poursuivie pendant deux mois ; ce siège rend célèbre le courage d’une jeune fille, Julienne Couillard, mais coûte la vie à Briqueville de Colombières qui a refusé de rendre la ville[11],[12].
- 18 - 19 juin : Henri III quitte Cracovie[2].

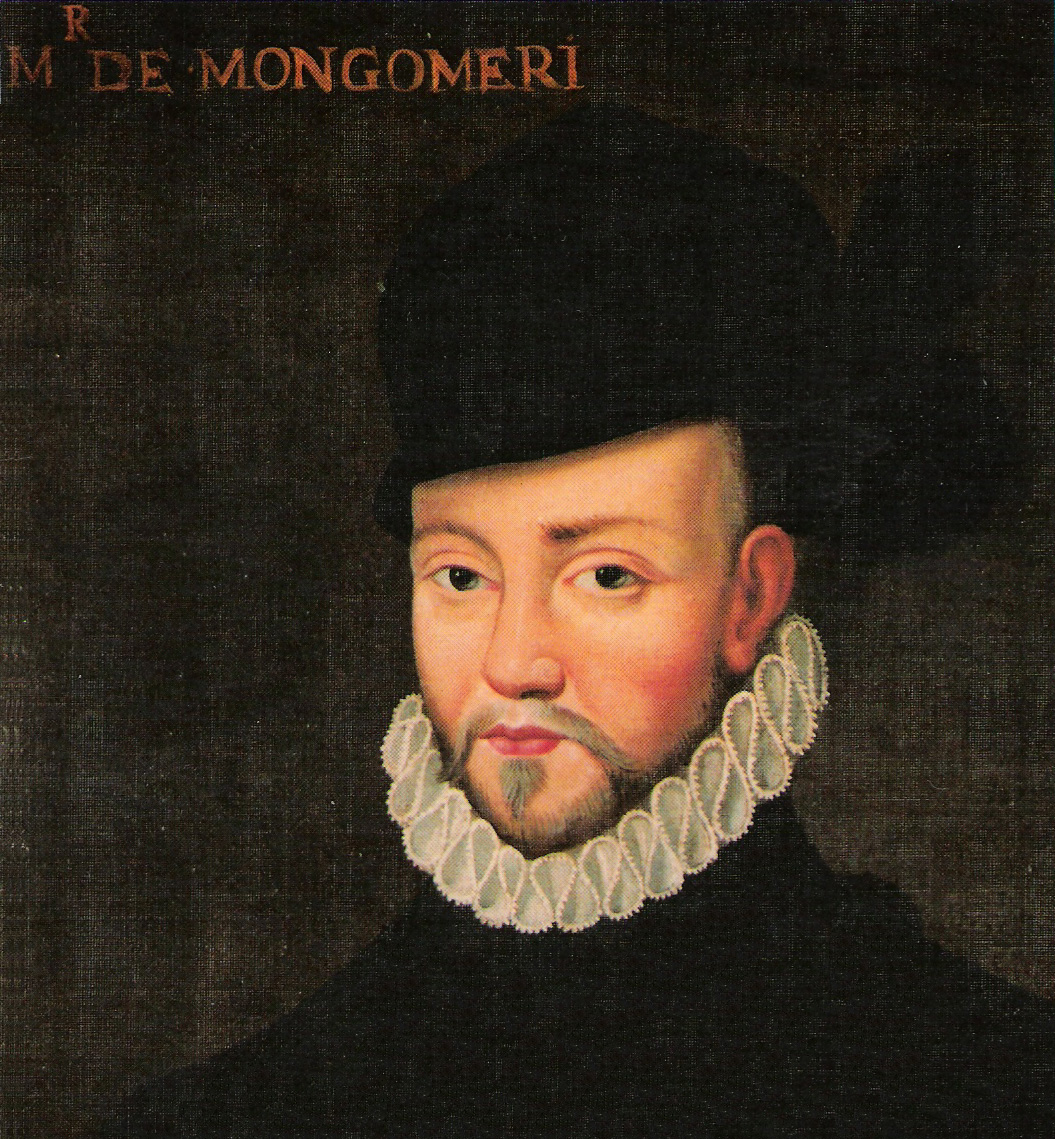
Portrait de Montgomery, anonyme, XVIe siècle.

- 26 juin : en France, exécution de Montgomery[8].
- 18 juillet : Henri III arrive à Venise[2].
- 4 septembre : Henri III est en France[2].
- 10 septembre : Pomponne de Bellièvre devient surintendant des finances[13].
- 7 octobre, Lyon : Pignerol, Savillan et La Perouse sont rendus par le roi de France à la Savoie[14].
- 13 novembre : Damville refuse de licencier ses troupes et de comparaitre devant le roi. Début de la cinquième guerre de Religion[2].
- 25 novembre, Avignon : Élisabeth d’Autriche, reine de France, veuve de Charles IX, devient par lettres patentes duchesse de Berry[15].
- 26 décembre : mort à Avignon de Charles de Lorraine[16] ; Louis II de Guise, le futur cardinal, est nommé archevêque-duc de Reims, et le reste jusqu’à sa mort en 1588[17].